# Modautal
Modautal è un comune tedesco di 5 137 abitanti,, situato nel Land dell'Assia.
È gemellata con il comune italiano di Pelago.